# Spencer Daniels
Spencer Eli Daniels (Tarzana, 23 dicembre 1992) è un attore statunitense.
È noto soprattutto per aver recitato nel film Il curioso caso di Benjamin Button e nella serie televisiva Mom.

## Biografia
Daniels ha iniziato a recitare professionalmente all'età di 10 anni. Dopo essere apparso in varie serie televisive, nel 2008 ha debuttato al cinema in Il curioso caso di Benjamin Button, film diretto da David Fincher con protagonista Brad Pitt, basato su un racconto del 1922 scritto da Francis Scott Fitzgerald. Nella pellicola Daniels ha interpretato il protagonista Benjamin Button a 12 anni. Nell'anno seguente è comparso in Star Trek, reboot della serie classica, undicesima pellicola della serie cinematografica.
Sempre nel 2009 ha ottenuto il ruolo di Tyler Lomand nella serie televisiva Crash, basata sull'omonimo film del 2004 vincitore del premio Oscar. Dal 2013 è nel cast della sitcom Mom, al fianco di Anna Faris, Allison Janney e Sadie Calvano. Nella serie Daniels interpreta Luke, il fidanzato di Violet. Nello stesso anno ha recitato nell'horror The Midnight Game. Nel 2014 è stato uno dei protagonisti del film drammatico California Scheming.

## Filmografia

### Cinema
- Il curioso caso di Benjamin Button (The Curious Case of Benjamin Button), regia di David Fincher (2008)
- The Least of These, regia di Nathan Scoggins (2008)
- Star Trek, regia di J. J. Abrams (2009)
- Au Pair, Kansas, regia di J.T. O'Neal (2011)
- Last Kind Words, regia di Kevin Barker (2012)
- Thunderstruck - Un talento fulminante (Thunderstruck), regia di John Whitesell (2012)
- Questi sono i 40 (This Is 40), regia di Judd Apatow (2012)
- The Midnight Game, regia di A.D. Calvo (2013)
- California Scheming, regia di Marco Weber (2014)
- A Place Called Hollywood, regia di Gregori J. Martin (2015)
- 10050 Cielo Drive (Wolves at the Door), regia di John R. Leonetti (2016)
- Pitching Tents, regia di Jacob Cooney (2017)

### Cortometraggi
- Billy's Dad Is a Fudge-Packer!, regia di Jamie Donahue (2004)
- Billy Conroy Takes a Stand, regia di Doug McKay (2005)
- Witchwise, regia di Joe Harris (2006)
- Awakening Arthur, regia di Courtney Dixon (2010)
- Pigeon Kicker, regia di Daniel Long (2010)
- Dangerously Close, regia di Montana Mann (2011)
- Max, regia di Roman Wyden (2013)
- Audience of One, regia di Karp (2014)

### Televisione
- Giudice Amy (Judging Amy) - serie TV, episodio 4x13 (2003)
- The Lyon's Den - serie TV, episodio 1x01 (2003)
- Mad TV - serie TV, episodio 9x11 (2003)
- 10-8: Officers on Duty - serie TV, episodio 1x12 (2004)
- The John Henson Project - serie TV, episodio 1x01 (2004)
- Cold Case - Delitti irrisolti (Cold Case) - serie TV, episodio 1x22 (2004)
- C'è sempre il sole a Philadelphia (It's Always Sunny in Philadelphia) - serie TV, episodio 1x02 (2005)
- The Office - serie TV, episodi 2x18-8x24-9x23 (2006-2013)
- Twenty Good Years - serie TV, episodio 1x12 (2008)
- Big Love - serie TV, episodio 3x02 (2009)
- NCIS - Unità anticrimine (NCIS) - serie TV, episodio 7x09 (2009)
- Crash - serie TV, 7 episodi (2009)
- CSI: Miami - serie TV, episodio 9x11 (2011)
- A tutto ritmo (Shake It Up) - serie TV, episodio 2x04 (2011)
- Monday Mornings - serie TV, episodio 1x10 (2013)
- Mom - serie TV, 45 episodi (2013-2016)
- Major Crimes - serie TV, episodio 3x12 (2014)
- The Get Down - serie TV, episodi 1x07-1x08 (2017)
- The Magicians - serie TV (2018-2020)

## Doppiatori italiani
Nelle versioni in italiano delle opere in cui ha recitato, Spencer Daniels è stato doppiato da:
- Jacopo Castagna ne Il curioso caso di Benjamin Button
- Flavio Aquilone in NCIS - Unità anticrimine
- Renato Novara in Thunderstruck - Un talento fulminante
- Marco Briglione in Mom
- Emanuele Ruzza in Major Crimes